# Park Narodowy Guaramacal
Park Narodowy Guaramacal (hiszp. Parque nacional Guaramacal) – park narodowy w północnej części Wenezueli położony w stanach Trujillo i Portuguesa. Został utworzony 25 maja 1988 roku i zajmuje obszar 214,91 km².  W 2005 roku został zakwalifikowany przez BirdLife International jako ostoja ptaków IBA. Na południowy zachód od niego znajduje się Park Narodowy Dr. José Gregorio Hernández, a na północ Park Narodowy Dinira.

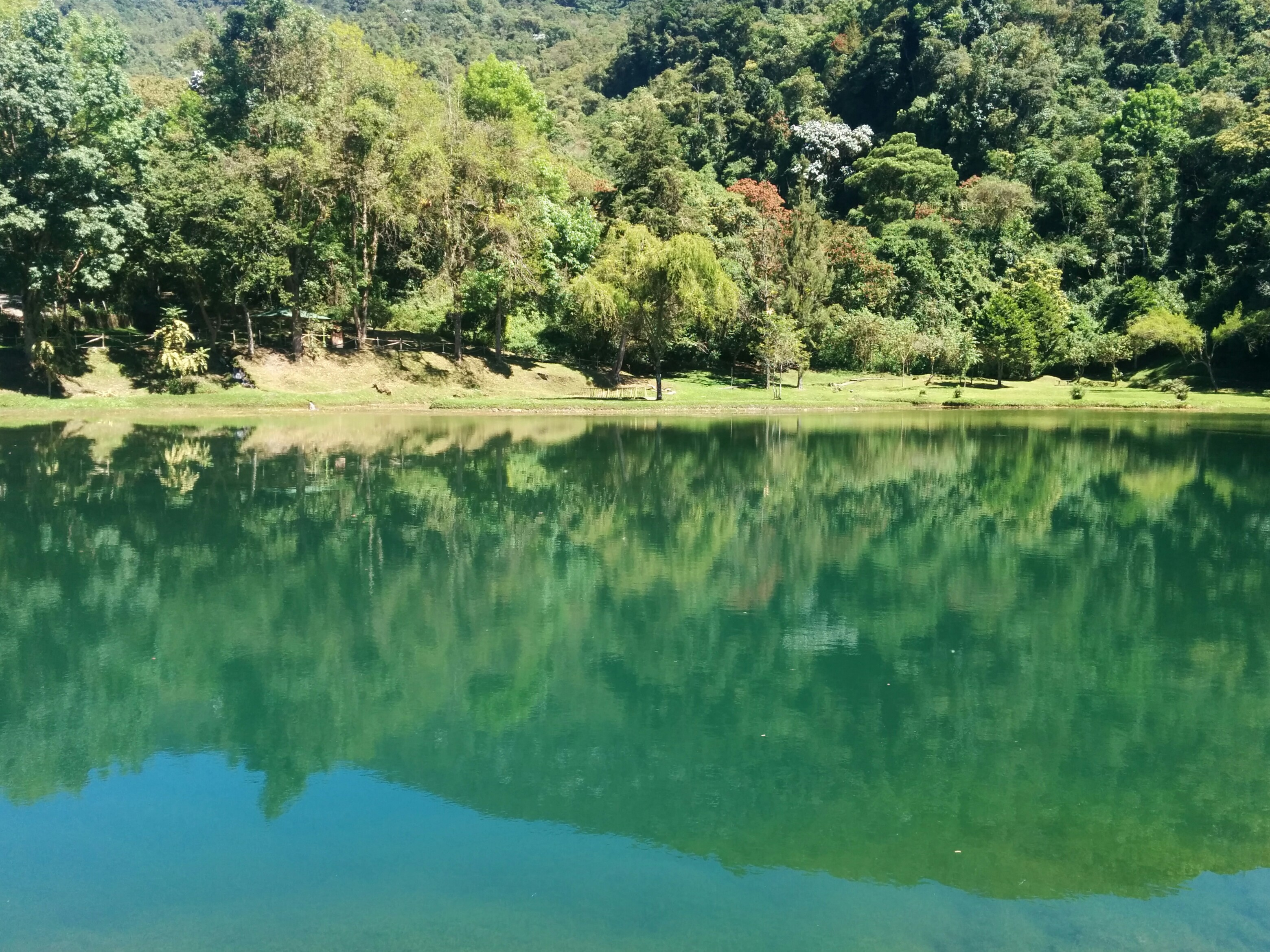
Jezioro Los Cedros

## Opis
Park obejmuje pasmo górskie Serranía de Guaramacal (północna część Cordillera de Mérida) w dorzeczach rzek Boconó i Guanare (dopływy Orinoka), na wysokościach od 1200 m do 3130 m n.p.m. Główne szczyty to Páramo de Guaramacal (3130 m), Páramo de Agua Fría (2800 m) i Páramo de Los Rosarios (2600 m). Występuje tu wiele wodospadów, jezior i jaskiń. Największym jeziorem jest Los Cedros (około 6000 m²). Niżej położoną część parku pokrywa tropikalny wilgotny las górski. Wyżej występuje las mglisty i paramo (powyżej 2500 m n.p.m.).
Średnia roczna temperatura w parku wynosi w zależności od wysokości od +11 °C do +20 °C, a średnie roczne opady od 1760 mm do 3850 mm.

## Flora
Do tej pory w parku zinwentaryzowano 1227 gatunków roślin, w tym  81 gatunków storczyków  i 207 gatunków paproci.
W lasach rosną m.in.: Cecropia telenitida, Toxicodendron striatum, Acalypha macrostachya, Prunus moritziana, Alchornea grandiflora, Pouteria baehniana, Wettinia praemorsa, Weinmannia glabra, Podocarpus oleifolius i Miconia tinifolia.
W paramo występują głównie gatunki roślin z rodzaju Espeletia. Rosną też narażony na wyginięcie (VU) Puya aristeguietae, a także m.in. Monochaetum bonplandii i Blechnum columbianse.
Do endemicznych gatunków tu występujących należą m.in.: Libanothamnus griffini, Espeletia paltonioides, Espeletia jabonensis, Espeletia viridis, Cochlidium pumilum i Diplazium remotum.

## Fauna
W parku żyje około 36 gatunków ssaków. Są to narażone na wyginięcie (VU) andoniedźwiedź okularowy, skrytouszka meridańska i mazama karłowata, a także m.in.: puma płowa, pancernik dziewięciopaskowy, kinkażu żółty, ostronosek górski, olingo puszystoogonowy, skrytouszka kordylierska, leniwiec pstry, wyjec rudy, pekariowiec obrożny i paka górska.
Występuje tu około 150 gatunków ptaków. Są to zagrożony wyginięciem (EN) andowik, narażony na wyginięcie (VU) czubacz hełmiasty, a także m.in.: andotukan czarnodzioby, mieczodziobek, szponniczek, wojownik ozdobny, rudosterka czerwonogłowa, bambusozięb łupkowaty, sóweczka andyjska i penelopa andyjska.
W parku stwierdzono występowanie 14 gatunków płazów i 11 gatunków gadów. Są to zagrożony wyginięciem (EN) Bolitoglossa guaramacaliensis, a także m.in.: Atelopus guaramacaliensis, sipo górski i koralówka czerwonoogonowa.